# Janellen Huttenlocher
Janellen Huttenlocher, geb. Burns (* 17. Februar 1932 in Buffalo, New York; † 20. November 2016 in Chicago, Illinois) war eine US-amerikanische Professorin für Psychologie.

## Leben
Huttenlocher studierte an der University at Buffalo Psychologie bis zu ihrem Bachelor-Abschluss im Jahr 1953. Danach wechselte sie zur Harvard University in Cambridge (Massachusetts), wo sie 1958 ihren Master-Abschluss und 1960 ihren Doktortitel (Ph.D.) erwarb. Seit 1974 war sie Professorin für Psychologie an der University of Chicago (Illinois). 
Janellen Huttenlocher war mit dem Neuropädiater und Neurowissenschaftler Peter Huttenlocher verheiratet. Ihr Sohn Daniel Huttenlocher und ihre Tochter Anna Huttenlocher sind ebenfalls Professoren an US-amerikanischen Universitäten.

## Wissenschaftliche Leistungen
Huttenlochers Forschungsgebiet war die Entwicklungs- und Kognitionspsychologie mit den Schwerpunkten der Sprachentwicklung, der Entwicklung des räumlichen Vorstellungsvermögens und der Entwicklung quantitativer Vorstellungen bei Kleinkindern. Sie stellte durch ihre Studien zum Spracherwerb u. a. fest, dass Kleinkinder bessere Fortschritte beim Erlernen ihrer Muttersprache machen, wenn mit ihnen nicht in einer vereinfachten Kindersprache, sondern in vollständigen korrekten Sätzen gesprochen wird. Das Sprachverhalten von Eltern und Erziehern gegenüber den Kindern beeinflusst dabei nicht nur den Wortschatz der Kleinkinder, sondern auch das Erlernen der Grammatik.
Ihre Forschungsarbeiten zur Entwicklung quantitativer Vorstellungen ergaben, dass Vorschulkinder bereits über ein abstraktes Zahlenverständnis verfügen, noch bevor sie dieses artikulieren können. Eine weitere Untersuchung zeigte, dass Vorschulkinder in der Lage waren, einfache Grundlagen der Bruchrechnung zu erlernen, wenn sie statt Zahlen keilförmige Modelle benutzen konnten.
1991 veröffentlichte Huttenlocher das Kategorien-Anpassungs-Modell (engl. category adjustment model) zur Raumvorstellung. Sie postuliert, dass die Erinnerung der räumlichen Lage eines Gegenstandes in zwei Stufen erfolgt: Die Position eines Objektes wird zum einen durch die Einführung selbstgewählter Grenzen einer räumlichen Kategorie zugeordnet und zum anderen in einer Art räumlichen Koordinatensystem abgelegt.

## Auszeichnungen
- 2002 G. Stanley Hall Award for Distinguished Contributions to Developmental Psychology der American Psychological Association für ihre Leistungen auf dem Gebiet der Entwicklungspsychologie
- 2007 Aufnahme in die American Academy of Arts and Sciences
- 2008 Award for Distinguished Scientific Contributions for Psychology der American Psychological Association für ihre theoretischen und empirischen Beiträge zur Entwicklungs- und Kognitionspsychologie

## Schriften (Auswahl)
- Janellen Huttenlocher, Larry V. Hedges, Susan Duncan: Categories and particulars: Prototype effects in estimating spatial location. Psychological Review 1991, Band 98, S. 352–376
- Janellen Huttenlocher, Wendy Haight, Anthony Bryk, Michael Seltzer, Thomas Lyons: Early vocabulary growth: Relation to language input and gender. Developmental Psychology 1991, Band 27(2), S. 236–248.
- Nora S. Newcombe, Janellen Huttenlocher: Making Space: The Development of Spatial Representation and Reasoning (Learning, Development and Conceptual Change). MIT Press, Cambridge 2000, ISBN 978-0262140690
- Kelly S. Mix, Janellen Huttenlocher, Susan Cohen Levine: Quantitative Development in Infancy and Early Childhood. Oxford University Press, Oxford 2002, ISBN 978-0195123005